# Subdivisions de l'oblast de Tver
L'administration territoriale de l'oblast de Tver est l'organisation des institutions et des administrations du territoire de l'oblast russe de Tver. On recense de nombreuses communautés territoriales qui peuvent avoir un objectif politique (municipalités), électoral (circonscriptions électorales) ou administratif (raïons et certaines villes).

## Subdivisions

Carte des subdivisions/

### Catégories
Conformément à la loi « Sur la structure administrative-territoriale de l'oblast de Tver », compte tenu des derniers changements administratifs-territoriaux, le sujet de la fédération de Russie comprend les unités administratives-territoriales et les unités territoriales (localités ) suivantes:
- 31 okrougs
  - 7 okrougs urbains
  - 22 okrougs municipaux
- 9 raïons municipaux
  - 96 établissements (16 établissements urbains et 80 établissements ruraux)

### Tableau
| N°                                      | Nom                                     | Population Recensement 2021             | Chef-lieu                               | Population du chef-lieu Recensement 2021 | Code OKATO                              |
| Okrougs (villes d'importance régionale) | Okrougs (villes d'importance régionale) | Okrougs (villes d'importance régionale) | Okrougs (villes d'importance régionale) | Okrougs (villes d'importance régionale)  | Okrougs (villes d'importance régionale) |
| --------------------------------------- | --------------------------------------- | --------------------------------------- | --------------------------------------- | ---------------------------------------- | --------------------------------------- |
| 14                                      | Okroug urbain de Kimry                  | 40 875                                  | Kimry                                   | 40 875                                   | 28 426                                  |
| 27                                      | Okroug urbain de Rjev                   | 55 757                                  | Rjev                                    | 55 757                                   | 28 445                                  |
| 10                                      | Okroug urbain de Tver                   | 416 219                                 | Tver                                    | 414 756                                  | 28 401                                  |
| 33                                      | Okroug urbain de Torjok                 | 41 116                                  | Torjok                                  | 41 116                                   | 28 450                                  |
| Villes d'importances d'okroug           |                                         |                                         |                                         |                                          |                                         |
| 1                                       | Okroug urbain d'Andreapol               | 10 471                                  | Andreapol                               | 6956                                     | 28 202                                  |
| 5                                       | Okroug municipal de Vessiegonsk         | 10 116                                  | Vessiegonsk                             | 6330                                     | 28 210                                  |
| 6                                       | Okroug urbain de Vychni Volotchiok      | 67 163                                  | Vychni Volotchiok                       | 45 830                                   | 28 212                                  |
| 8                                       | Okroug municipal de Zapadnaïa Dvina     | 12 497                                  | Zapadnaïa Dvina                         | 7869                                     | 28 216                                  |
| 12                                      | Okroug urbain de Kachine                | 23 520                                  | Kachine                                 | 14 113                                   | 28 224                                  |
| 16                                      | Okroug municipal de Krasny Kholm        | 8946                                    | Krasny Kholm                            | 4998                                     | 28 232                                  |
| 19                                      | Okroug municipal de Likhoslavl          | 24 974                                  | Likhoslavl                              | 11 017                                   | 28 238                                  |
| 22                                      | Okroug urbain de Nelidovo               | 25 418                                  | Nelidovo                                | 18 603                                   | 28 243                                  |
| 24                                      | Okroug urbain d'Ostachkov               | 21 994                                  | Ostachkov                               | 16 674                                   | 28 245                                  |
| 35                                      | Okroug urbain d'Oudomlia                | 30 797                                  | Oudomlia                                | 25 950                                   | 28 256                                  |
| Okrougs (ZATO)                          |                                         |                                         |                                         |                                          |                                         |
| 24                                      | ZATO de Solnetchny                      | 1840                                    | Solnetchny                              | 1840                                     | 28 556                                  |
| 4                                       | ZATO d'Oziorny                          | 9951                                    | Oziorny                                 | 9951                                     | 28 553                                  |
| Okrougs                                 |                                         |                                         |                                         |                                          |                                         |
| 18                                      | Okroug municipal de Lesnoïe             | 4101                                    | Lesnoïe                                 | 1666                                     | 28 236                                  |
| 21                                      | Okroug municipal de Molokovo            | 3833                                    | Molokovo                                | 1798                                     | 28 242                                  |
| 23                                      | Okroug municipal de Olenino             | 11 784                                  | Olenino                                 | 4704                                     | 28 244                                  |
| 25                                      | Okroug municipal de Peno                | 5327                                    | Peno                                    | 3359                                     | 28 246                                  |
| 26                                      | Okroug municipal de Ramechki            | 14 811                                  | Ramechki                                | 4102                                     | 28 247                                  |
| 28                                      | Okroug municipal de Sandovo             | 5078                                    | Sandovo                                 | 3106                                     | 28 249                                  |
| 29                                      | Okroug municipal de Selijarovo          | 10 327                                  | Selijarovo                              | 5931                                     | 28 250                                  |
| 31                                      | Okroug municipal de Spirovo             | 8758                                    | Spirovo                                 | 5194                                     | 28 252                                  |
| Raïons municipaux                       |                                         |                                         |                                         |                                          |                                         |
| 2                                       | Raïon de Bejetsk                        | 31 775                                  | Bejetsk                                 | 21 466                                   | 28 204                                  |
| 3                                       | Raïon de Bely                           | 5089                                    | Bely                                    | 3125                                     | 28 206                                  |
| 4                                       | Raïon de Bologoïe                       | 31 533                                  | Bologoïe                                | 20 234                                   | 28 208                                  |
| 7                                       | Raïon de Jarkovski                      | 4258                                    | Jarkovski                               | 2952                                     | 28 214                                  |
| 9                                       | Raïon de Zoubtsov                       | 14 470                                  | Zoubtsov                                | 6217                                     | 28 218                                  |
| 10                                      | Raïon de Tver                           | 55 783                                  | Tver                                    | 414 756                                  | 28 220                                  |
| 11                                      | Raïon de Kaliazine                      | 19 919                                  | Kaliazine                               | 12 621                                   | 28 222                                  |
| 13                                      | Raïon de Kessova Gora                   | 7442                                    | Kessova Gora                            | 3746                                     | 28 226                                  |
| 14                                      | Raïon de Kimry                          | 12 925                                  | Kimry                                   | 40 875                                   | 28 228                                  |
| 15                                      | Raïon de Konakovo                       | 71 623                                  | Konakovo                                | 33 560                                   | 28 230                                  |
| 17                                      | Raïon de Kouvchinovo                    | 13 028                                  | Kouvchinovo                             | 9262                                     | 28 234                                  |
| 20                                      | Raïon de Maksatikha                     | 14 388                                  | Maksatikha                              | 7620                                     | 28 240                                  |
| 27                                      | Raïon de Rjev                           | 10 932                                  | Rjev                                    | 55 757                                   | 28 248                                  |
| 30                                      | Raïon de Sonkovo                        | 6722                                    | Sonkovo                                 | 3553                                     | 28 251                                  |
| 32                                      | Raïon de Staritsa                       | 21 452                                  | Staritsa                                | 6938                                     | 28 253                                  |
| 33                                      | Raïon de Torjok                         | 19 770                                  | Torjok                                  | 41 116                                   | 28 254                                  |
| 34                                      | Raïon de Toropets                       | 16 879                                  | Toropets                                | 11 441                                   | 28 255                                  |
| 36                                      | Raïon de Firovo                         | 8242                                    | Firovo                                  | 2010                                     | 28 257                                  |

### Documentation officielle
: document utilisé comme source pour la rédaction de cet article.
- (ru) Assemblée législative de l'oblast de Tver, Loi de l'oblast de Tver du 17 avril 2006 N 34-ZO « Sur la structure administrative-territoriale de l'oblast de Tver » (tel qu'amendé le 26 mai 2023), Tver, 2006 (lire en ligne)